# Angústias
Angústias es una freguesia portuguesa perteneciente al municipio de Horta, situado en la Isla de Faial, Región Autónoma de Azores. Posee un área de 4,12 km² y una población total de 2.784 habitantes (2001). La densidad poblacional asciende a 675,7 hab/km². Posee 2.119 electores inscritos.
- Datos: Q1999060
- Multimedia: Angústias (Horta) / Q1999060

1. ↑  Worldpostalcodes.org,código postal n.º 9960-040.